# Várakozó Éva
Várakozó Éva (Budapest, 1952. március 21.–) fürdőruha tervező, kreatív vezető, keramikus.

## A kezdetek
Édesanyja divattervezőnek tanult, édesapja Várakozó Ferenc, az Óra Ékszer Vállalat igazgatója volt. A kifinomult stílus, mely gyermekkorától körbevette egész életére meghatározó tényezővé vált.
1980-ban kezdett kerámia gyártani, melyeknek országos és nemzetközi sikere lett. 1983-tól egyedi szobrokat, bomboniereket, vázákat és egyéb tárgyakat is készített.
A zsűrizett, kézzel készített termékei Magyarországon, Bulgáriában, az akkori NDK-ban, Csehszlovákiában és Lengyelországban voltak kaphatók.

## Pályafutása
Társalapítója az 1990-ben alakult Rebecca Kft.-nek, mely kezdetben kettős cégprofilú volt, kerámia és fürdőruhagyártással foglalkozott. 1995-től a kizárólag női fürdőruhagyártásra szakosodott céget testvérével, Ágnessel, azzal a szándékkal és küldetéstudattal vezetik, hogy a lehető legmagasabb minőséget és stílust teremtsék meg a magyar divatszakma eme szegmensében. 1998-tól a cég kreatív vezetőjeként különös figyelmet fordít a magyar és nemzetközi megjelenésre, imázsra. Fontos hangsúlyt helyez az értékesítés és a marketing területek apró részleteire: a divatbemutatók stylingjára, a termékcsomagolásra és legfőképp az igényes katalógusok elkészítésére.
A maximalista stratégia eredményeként egyre nagyobb nemzetközi sikereket ér el a cég a Rebecca márkanév alatt gyártott termékeivel. 2000-ben megjelenik a Mythos és az Episode kollekció, jól elhatárolható arculati jegyek alapján. Az egyes kollekciók egyre tisztább és kifinomultabb vonalvezetése jól mutatja a tervezői stílus változását a világszintű siker és igények tükrében.
A karizmatikus, extravagáns vagy épp leheletfinoman nőies formák és minták nemzetközileg fel- és elismertté tették a Rebecca termékeket.
A mindenki által elismert, hamisítatlan „Rebecca stílust”, mely mögött a tervező hölgy áll.
2012-től a digitális nyomótechnológia elterjedésével a textiliparban lehetővé vált, hogy szinte önállóan kiteljesítse kreativitását az anyagtervezésen keresztül.
Grafikus segítségével olyan speciális, ún. pozicionált anyagok tervezésébe kezdett, mely nem szab határokat a szabás-varrás során egy-egy minta tökéletes megjelenítésében, és sokkal nehezebbé teszi az anyagok másolhatóságát (és a termékhamisítást).

## Tehetség gondozás
A tervező cége pályázat hirdetett a MOME-n, a KREA divatiskolában, a FISE-ben (Fiatal Iparművészek Egyesületében) a fiatal tehetségek ötleteinek díjazására, kollekcióba való integrálására, érvényesülésük elősegítésére, nem utolsósorban alkalmazásukra.